# Đuro Kurepa
Đuro Kurepa, srbskou cyrilicí Ђуро Курепа (16. srpen 1907, Majske Poljane - 2. listopad 1993, Bělehrad) byl srbský matematik. Věnoval se především topologii, teorii množin (zejm. hypotéze kontinua a axiomu výběru) a teorii čísel.

## Život a činnost
Byl nejmladším ze čtrnácti dětí. Matematiku a fyziku vystudoval na Záhřebské univerzitě, kde absolvoval roku 1931. Poté krátce působil na univerzitě jako asistent a roku 1932 odjel do Paříže, kde vědecky pracoval na Collège de France. Zde roku 1935 předložil dizertační práci Ensembles ordonnés et ramifiés, a to pod vedením Maurice Frécheta. Po obhájení působil na univerzitě ve Varšavě, poté znovu v Paříži, až byl roku 1938 jmenován profesorem na své alma mater, na Záhřebské univerzitě (řádným profesorem ovšem až roku 1948)
Po druhé světové válce půsbil ve Spojených státech, do Chorvatska se vrátil roku 1948. Od roku 1965 vedl katedru matematiky na Bělehradské univerzitě, na tomto postu působil až do odchodu do důchodu v roce 1977.